# سقاف

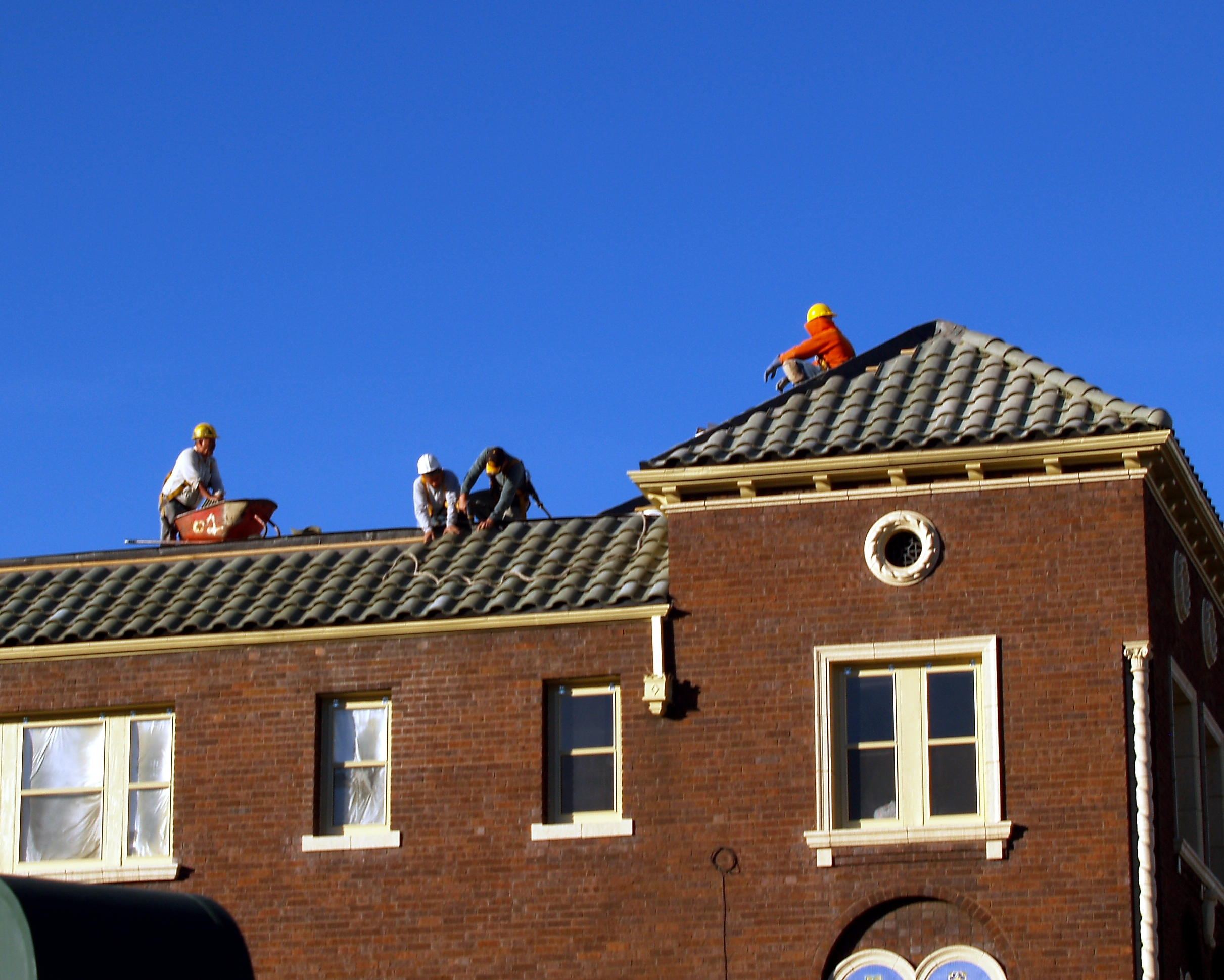
سقَّافون يبنون سقفًا قرميديًا في دنفر ، كولورادو

السقَّاف أو تقني الأسقف أو مقاول الأسقف حِرْفِيٌّ متخصص في بناء الأسقف. يستبدل السقّاف الأسقف أو يُصلحها ويرممها أو يبنيها أو يُركبّها باستخدام مجموعة متنوعة من المواد كالقار والمعادن. تتطلب أعمال التسقيف جهداً لأدائها، فهي تتضمن رفع الأحمال الثقيلة، بالإضافة إلى التسلق والانحناء والركوع، غالبًا في الظروف الجوية القاسية.

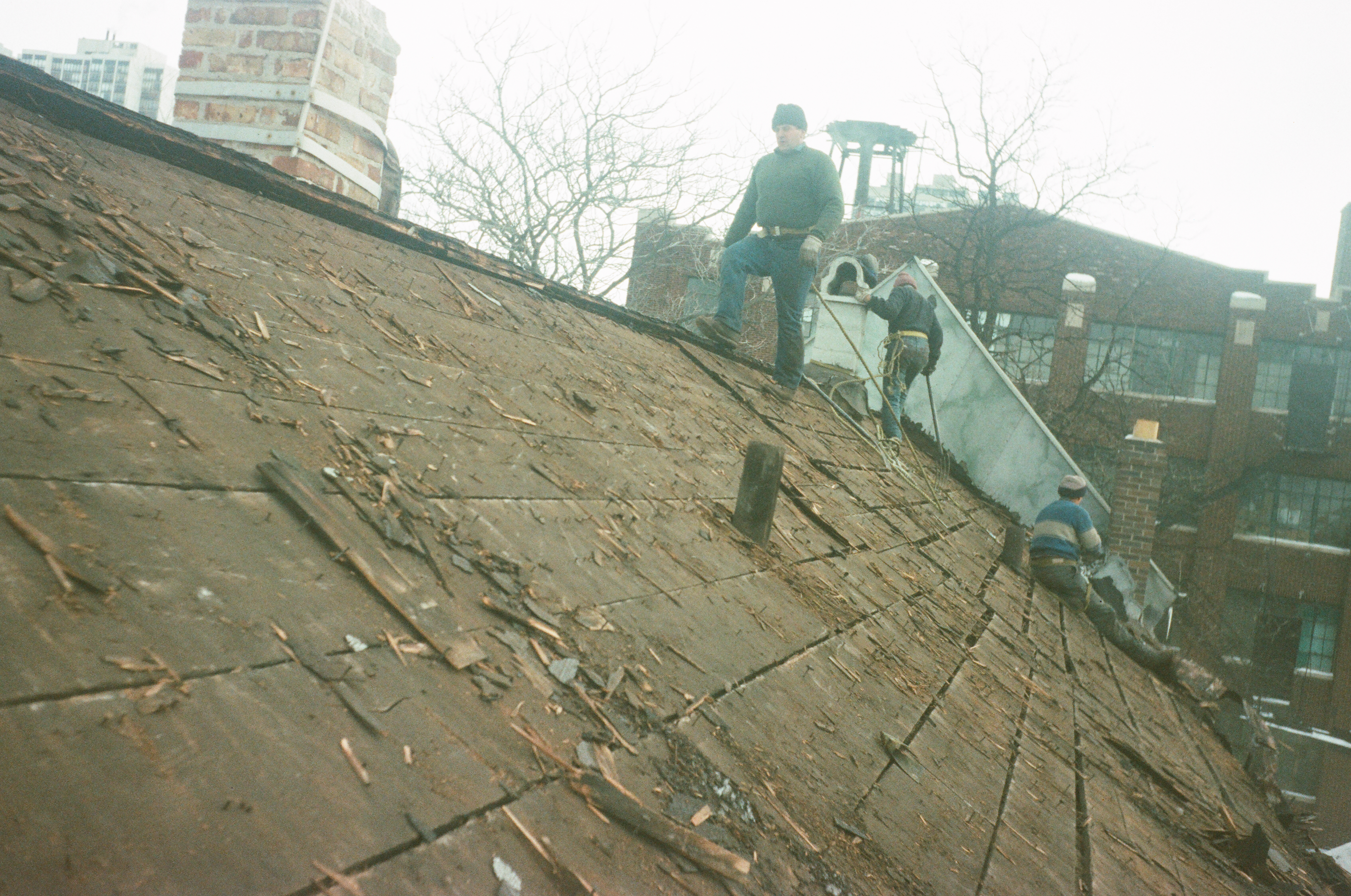
سقّاففون على سقف مائل في الولايات ينزعون السقف